# 土耳其國家圖書館
土耳其國家圖書館（Millî Kütüphane）是土耳其的國家圖書館，位於該國首都安卡拉。此圖書館成立於1946年4月15日，是土耳其藏書最多的圖書館之一。 該博物館最初建立時因為空間太小而不得不在1947年4月17日搬到一所臨時建築里。1965年開始建造新館，1983年8月5日完工，并開始接受閱讀者。

## 外部連結
- Milli Kütüphane (National Library of Turkey) （页面存档备份，存于）

39°55′01″N 32°49′38″E / 39.9169°N 32.8271°E